# Fevansia
Fevansia är ett släkte av svampar. Fevansia ingår i familjen hartryfflar, ordningen Boletales, klassen Agaricomycetes, divisionen basidiesvampar och riket svampar.
|          | Rhizopogon                            |
|          |                                       |
|          | Rhopalogaster                         |
|          |                                       |
| Fevansia | \| \| Fevansia aurantiaca \| \| \| \| |
|          | \| \| Fevansia aurantiaca \| \| \| \| |
|          | Fevansia aurantiaca                   |
|          |                                       |

|  | Fevansia aurantiaca |
|  |                     |